# Miami Blues
Miami Blues (Miami Blues en España y Peligro en Miami en Hispanoamérica) es una película de crimen estadounidense de 1990 dirigida por George Armitage y protaonizada por Alec Baldwin, Fred Ward y Jennifer Jason Leigh. La película es la adaptación de una novela de Charles Willeford.

## Argumento
Habiendo recién salido de prisión, Frederick J. Frenger Jr. causa una nueva ola de violencia estando ya solo unos momentos en libertad. Comete entre otras cosas el asalto o el robo a mano armada. Pronto, los dos policías Hoke Moseley y Bill Henderson son asignados al caso. Mientras tanto, Frenger conoce a la estudiante universitaria Susie Waggoner, que trabaja como prostituta para ganarse la vida. Un día, después de haber tenido relaciones sexuales con ella, él propone a ella que invierta sus ahorros con más ganancias de las que ella obtiene en interés en su cuenta. Todo lo que tiene que hacer es convertirse en su cómplice respecto a los que hace.

## Reparto
| Actor                 | Papel                    |
| --------------------- | ------------------------ |
| Alec Baldwin          | Frederick J. Frenger Jr. |
| Fred Ward             | Sargento Hoke Moseley    |
| Jennifer Jason Leigh  | Susie Waggoner           |
| Charles Napier        | Sargento Bill Henderson  |
| Edward Saxon          | Krishna Ravindra         |
| José Pérez            | Pablo                    |
| Cecilia Pérez-Cervera | Azafata                  |

## Recepción
En el presente, la producción cinematográfica ha sido valorada en portales cinematográficos y por críticos profesionales. En IMDb, por ejemplo, con aproximadamente 9700 votos registrados, la película obtiene una media ponderada de 6,4 sobre 10. En cuanto a Rotten Tomatoes, los más de 2500 votos registrados allí le dieron una valoración media de 3,4 de 5, mientras que 27 críticos profesionales allí le dieron una valoración media de 6,6 de 10. Entre ellos se ha llegado el consenso, que la película Miami Blues, que es una combinación entre emociones duras y una comedia completamente negra, ofrece una travesura criminal desarmante y fuera de lugar.